# Claes Slatte
Claes Slatte, född 18 juli 1615, död 11 mars 1657, var en svensk häradshövding och hovjunkare.

## Biografi
Claes Slatte föddes 1615. Han var son till häradshövdingen Erik Slatte i Östkinds härad och Carin von Scheiding. Slatte blev i september 1633 student vid Uppsala universitet och blev senare hovjunkare hos drottning Kristina. Han avled 1657 och begravdes i Kvillinge kyrka.

### Egendom
Slatte ägde Malmö i Kvillinge socken, Slattefors i Landeryds socken och Hägerum.

### Familj
Slatte var gift med Maria Stiernfelt (1617–1648), dotter till assessorn Peder Stiernfelt och Anna Skuthe. De fick tillsammans barnen Catharina Magdalena Slatte (1644–1672) som var gift med översten Zacharias Aminoff, Anna Christina Slatte (1646–1701) som var gift med amiralen Johan Bär, kaptenen Claes Slatte (1647–1677) vid amiralitetet och Erik Slatte (död 1650).